# Agathiopsis benedicta
Agathiopsis benedicta är en fjärilsart som beskrevs av Arnold Pagenstecher 1900. Agathiopsis benedicta ingår i släktet Agathiopsis och familjen mätare. Inga underarter finns listade i Catalogue of Life.